# Genofond
Prin genofond se înțelege totalitatea genomilor aparținând viețuitoarelor unei populații, între care există interschimb genetic și recombinări.
În clasificarea pădurilor, Codul silvic identifică două grupe, una dintre ele are funcția de protecție a apelor, a solului, a climei și a obiectivelor de interes național și de ocrotire a genofondului și ecofondului.